# Oggetti non stellari nella costellazione dell'Aquila
Principali oggetti non stellari presenti nella costellazione dell'Aquila.

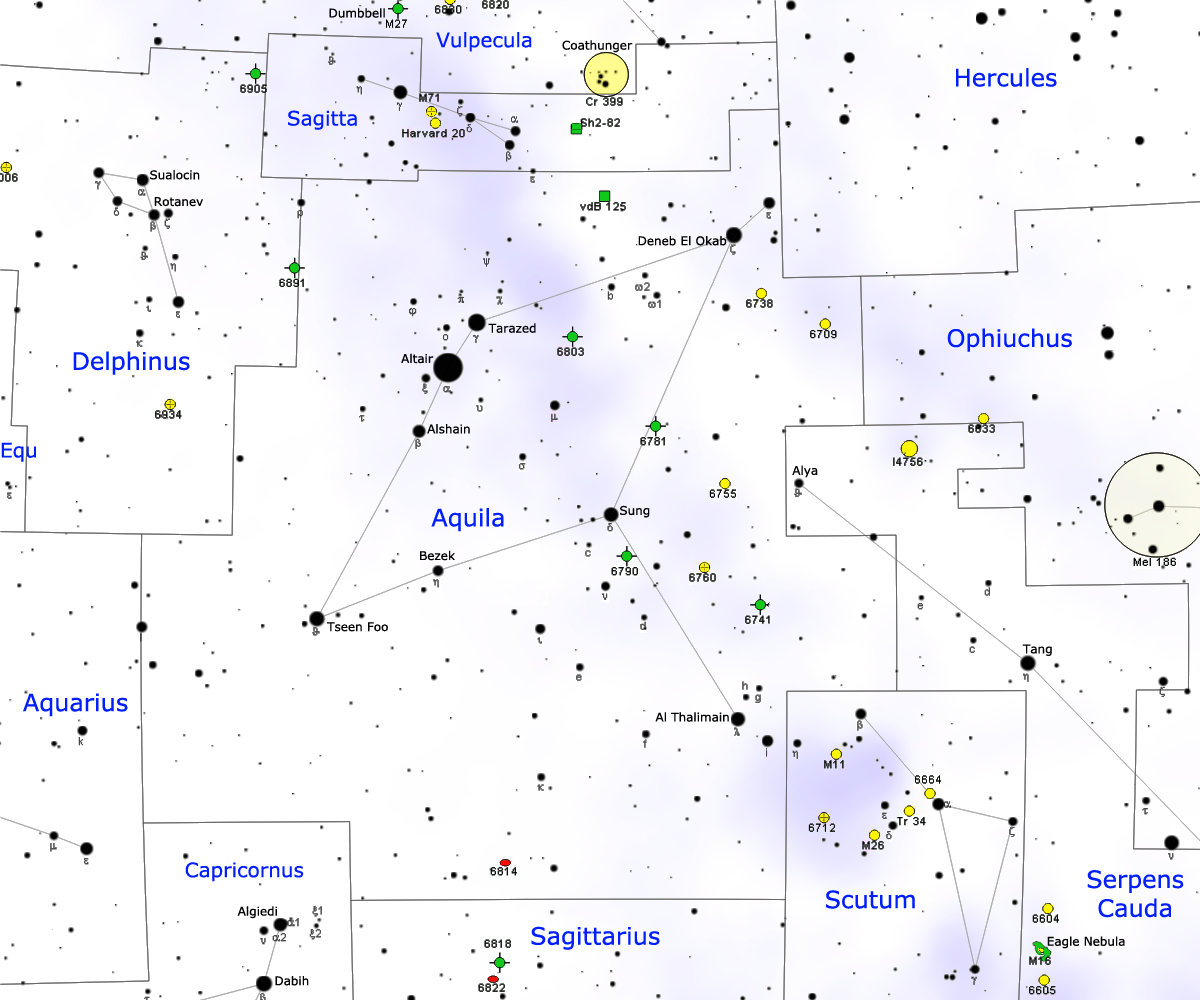
Mappa della costellazione dell'Aquila.

## Ammassi aperti
- NGC 6709
- NGC 6755

## Ammassi globulari
- NGC 6749
- NGC 6760

## Nebulose planetarie
- NGC 6741
- NGC 6751
- NGC 6781
- NGC 6790
- NGC 6804

## Nebulosa diffuse
- Complesso nebuloso molecolare W51
- Nube di Smith
- Sh2-65
- Sh2-66
- Sh2-67
- Sh2-69
- Sh2-71
- Sh2-72
- Sh2-74
- Sh2-75
- Sh2-76
- Sh2-77
- Sh2-78
- Sh2-79
- Sh2-81
- vdB 129

## Nebulose oscure
- Fenditura dell'Aquila
- Nebulosa E

## Galassie
- NGC 6814